# Municipio de Clayton (condado de Woodford)
El municipio de Clayton (en inglés: Clayton Township) es un municipio ubicado en el condado de Woodford en el estado estadounidense de Illinois. En el año 2010 tenía una población de 697 habitantes y una densidad poblacional de 7,51 personas por km².

## Geografía
El municipio de Clayton se encuentra ubicado en las coordenadas 40°52′57″N 89°6′13″O / 40.88250, -89.10361. Según la Oficina del Censo de los Estados Unidos, el municipio tiene una superficie total de 92.76 km², de la cual 92,75 km² corresponden a tierra firme y (0 %) 0 km² es agua.

## Demografía
Según el censo de 2010, había 697 personas residiendo en el municipio de Clayton. La densidad de población era de 7,51 hab./km². De los 697 habitantes, el municipio de Clayton estaba compuesto por el 98,42 % blancos, el 0,14 % eran afroamericanos, el 0,14 % eran asiáticos, el 0,14 % eran de otras razas y el 1,15 % eran de una mezcla de razas. Del total de la población el 0,57 % eran hispanos o latinos de cualquier raza.